# Marie-France Roth Pasquier

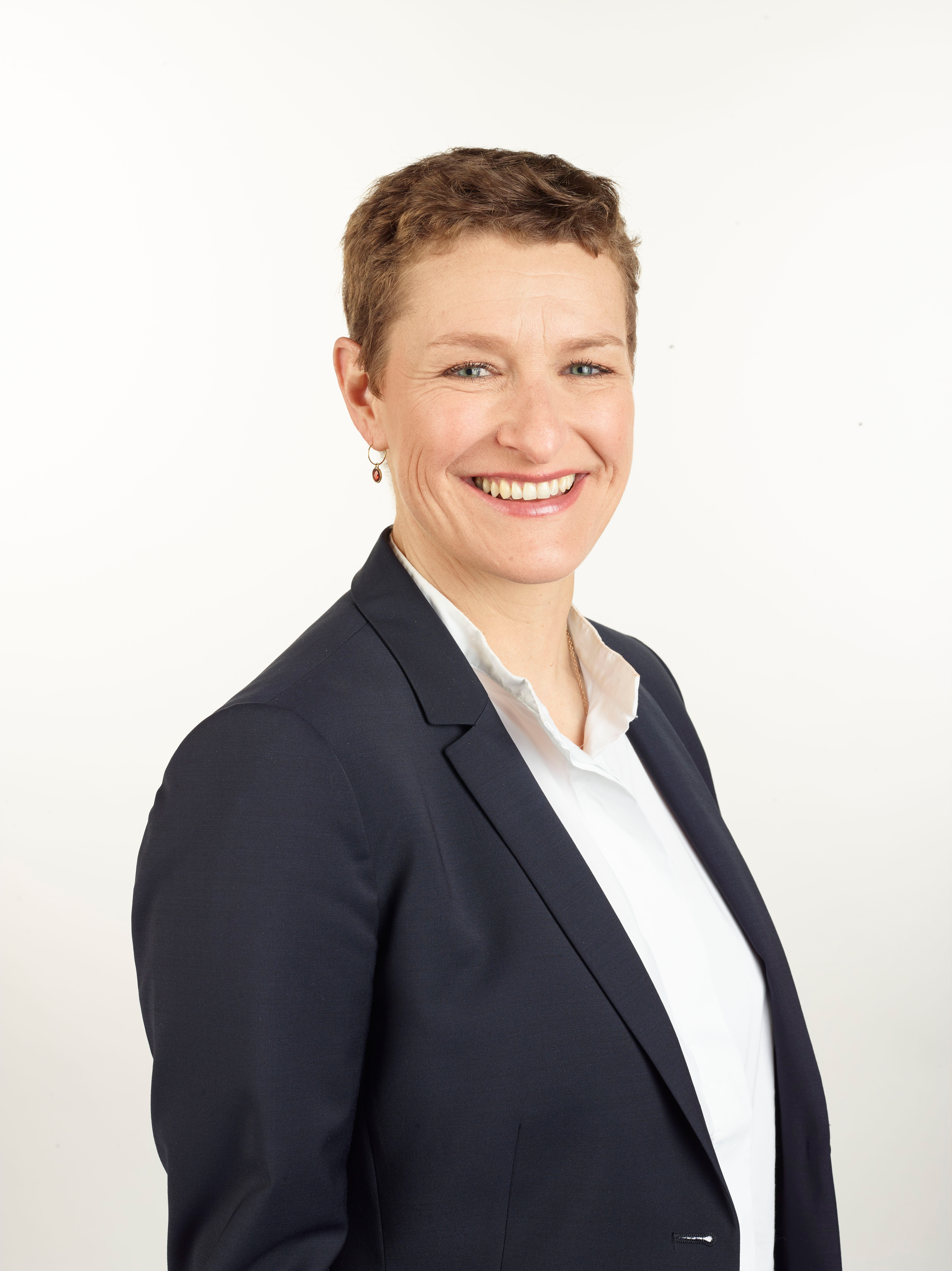
Marie-France Roth Pasquier

Marie-France Roth Pasquier (* 25. April 1968) ist eine Schweizer Politikerin (Die Mitte, vormals CVP). Pasquier wurde am 20. Oktober 2019 im Kanton Freiburg in den Nationalrat gewählt.

## Politik
Seit 2011 ist Roth Pasquier Gemeinderätin (Exekutive) in Bulle und als solche für Jugend, Integration, Verkehr und Regionalisierung verantwortlich. Sie ist unter anderem Vizepräsidentin von Bulle sympa sowie Vorstandsmitglied des Kulturvereins CO2. Seit 2016 präsidiert sie den Verkehrsverbund Mobul. 2016 wurde sie in den Grossen Rat gewählt. Dort ist sie Präsidentin der Kulturkommission, Vorstandsmitglied des Tourismusförderungsfonds und Mitglied der Justizkommission. Seit 2018 ist sie Co-Präsidentin der CVP. Am 20. Oktober 2019 wurde Roth Pasquier mit 12'344 Stimmen im Kanton Freiburg in den Nationalrat gewählt.

## Leben
Roth Pasquier studierte Europawissenschaften an der Université catholique de Louvain und Politikwissenschaften an der Universität Lausanne, wo sie mit einem Master abschloss. Pasquier ist verheiratet und Mutter von drei erwachsenen Kindern.